# Macromitrium sublongicaule
Macromitrium sublongicaule là một loài rêu trong họ Orthotrichaceae. Loài này được E.B. Bartram mô tả khoa học đầu tiên năm 1945.